# Гандария

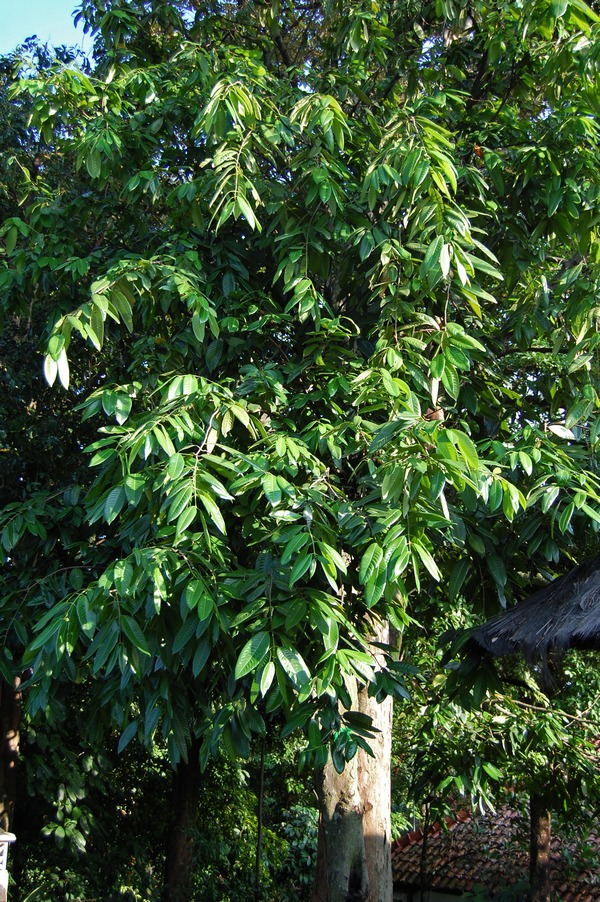
Марианская слива. Общий вид растения.

Буэ́а крупноли́стная, Гандария, или Марианская слива (лат. Bouea macrophylla) — плодовое дерево семейства Сумаховые, происходящее из Юго-Восточной Азии, близкий родственник манго.

## Описание
Марианская слива — вечнозелёное дерево высотой до 25 м с кожистыми тёмно-зелёными ланцетовидно-эллиптическими листьями 13-45 см длиной и 5-7 см шириной.
Цветки мелкие, имеют 4 желтовато-зелёных овальных лепестка, собраны в расположенные в пазухах листьев метёлки длиной 4-12 см.
Плоды — круглые или несколько удлинённые костянки диаметром 2-5 см. Вначале зелёного цвета, при созревании становятся жёлтыми или оранжевыми. Незрелые плоды содержат клейкий млечный сок. Вкус мякоти может колебаться от кислого до сладкого. Она имеет лёгкий скипидарный запах. Внутри плода содержится одно крупное, гладкое, красно-коричневое семя со съедобным ядром.

## Распространение
Родина марианской сливы — Малайзия, Западная Ява и Северная Суматра. Она культивируется в коммерческих масштабах в Индонезии, Малайзии и в Таиланде. Растение можно расти на высоте до 850 м над уровнем моря.

## Использование
Листья и плоды марианской сливы съедобны. Молодые листья едятся сырыми и используются в салатах. Ядра семян, хотя и съедобны, имеют горький вкус. Плоды съедобны в свежем виде, а также используются для приготовления компотов и маринадов. Недозрелые плоды маринуют, добавляют в карри и соус самбал.
Деревья имеют плотную листву и могут выращиваться в декоративных целях и для создания тени.